# 1943年臺灣
|        | 臺灣歷史 \| 台灣歷史年表 |
| 世纪： | 19世纪臺灣 \| 20世纪臺灣 \| 21世纪臺灣 |
| 年代： | 1910年代臺灣 \| 1920年代臺灣 \| 1930年代臺灣 \| 1940年代臺灣 \| 1950年代臺灣 \| 1960年代臺灣 \| 1970年代臺灣                                           |
| 年份： | 1938年臺灣 \| 1939年臺灣 \| 1940年臺灣 \| 1941年臺灣 \| 1942年臺灣 \| 1943年臺灣 \| 1944年臺灣 \| 1945年臺灣 \| 1946年臺灣 \| 1947年臺灣 \| 1948年臺灣 |
| 纪年： | 癸未年（羊年）、日本昭和18年 |

## 政府

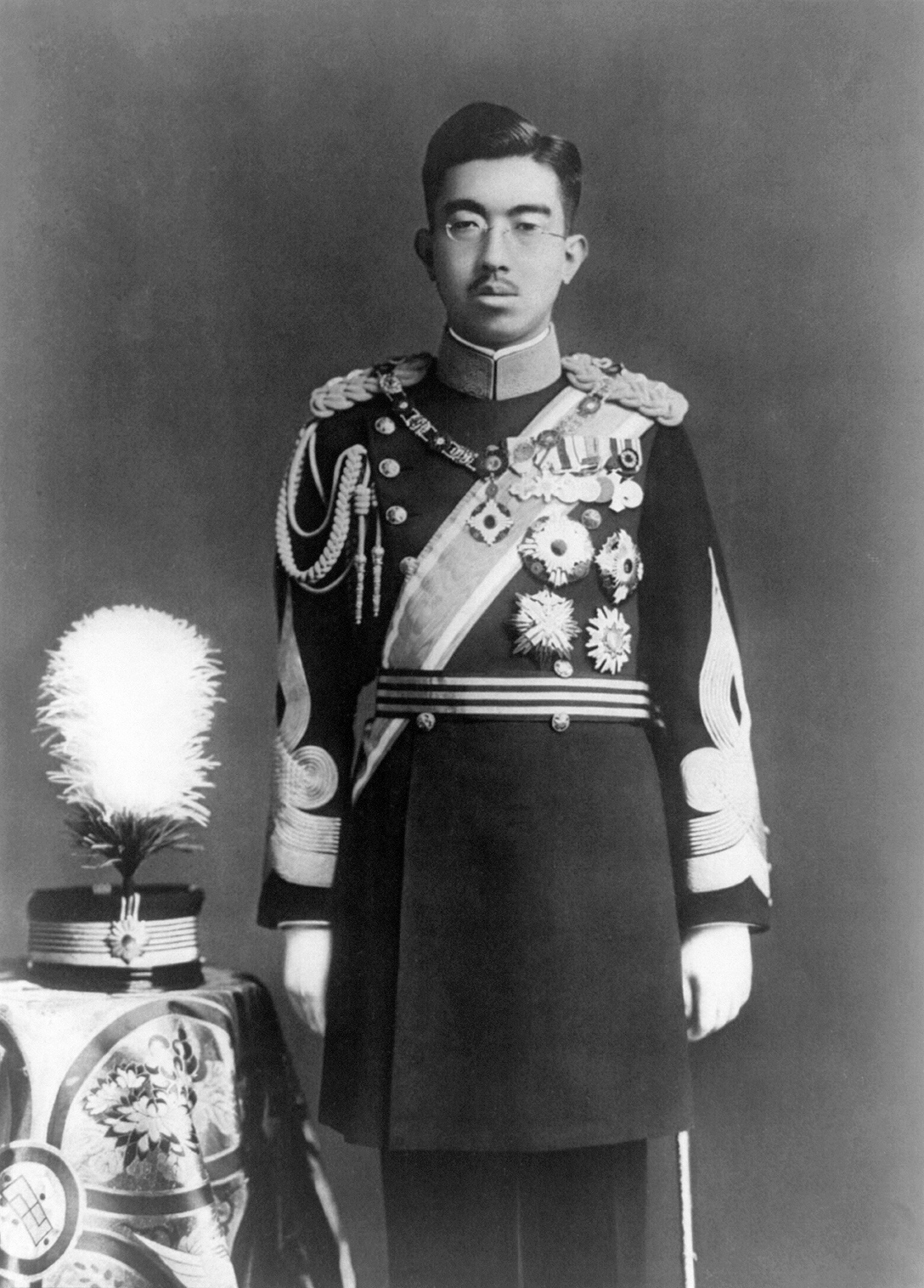
天皇：昭和天皇
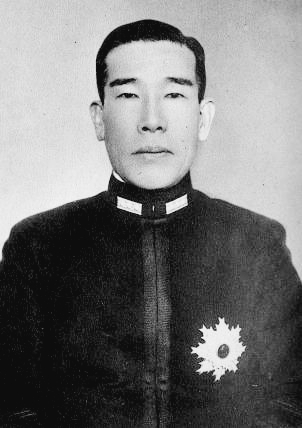
臺灣總督：長谷川清
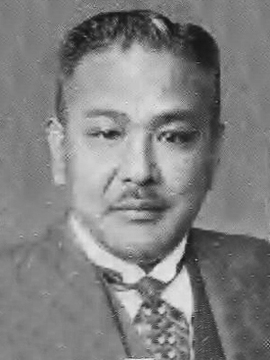
總務長官：齋藤樹

## 大事記

### 1月
- 1月5日——臺灣各地召開宣傳志願兵入伍趣旨[1]:1344。
- 1月17日——電影《沙鴛之鐘》上映，由日本松竹映畫和滿洲映畫合作拍攝，由滿洲長大之李香蘭扮演為愛國敬師犧牲生命之南澳泰雅族少女沙鴛[1]:1344。
- 1月26日——汪精衛國民政府任命馬常亮為臺灣總領事[1]:1344。
- 1月31日——醫人醫世之漢文作家賴和，以舊體詩、新詩、隨筆、評論、小說，為臺灣社會診脈，備受時人敬重；珍珠港事變次日，被日警以「思想問題」罪名逮捕，囚禁50天，備受折磨；本日辭世[1]:1344。

### 2月
- 2月12日——臺灣志願兵第二次徵額計達60萬1,147人[1]:1344。

### 3月
- 3月24日——大阪商船株式會社行駛門司、基隆航線之豪華郵輪高千穗丸在基隆外海遭美軍魚雷擊沉，245人生還[1]:1345。

### 4月
- 4月1日——臺灣開始實施6年制義務教育制[1]:1345。

### 5月
- 盟軍對苗栗車站、苗栗製油所進行空襲。
- 5月23日——臺灣總督府宣布自1945年起實施徵兵制[1]:1345。

### 6月
- 6月1日——臺灣產業奉公會發表「戰力增強安全週實施要綱」[1]:1345。
- 6月19日——台北市永樂町出身之葉山宏一，被任命為台籍首位海軍士官（技術少尉）[2]。

### 7月
- 7月10日——臺灣總督府設立土地徵用審查委員會[1]:1346。

### 8月
- 8月1日——臺灣總督府奉令開始整理各統制株式會社及合作社[1]:1346。

### 9月
- 9月27日——臺灣總督長谷川清為實施府內高等官薦任以上人員之徵兵制，本日發表談話[1]:1346。

### 10月
- 10月1日——臺北州蘇澳郡的蘇澳庄升格為蘇澳街；臺北州文山郡的新店庄升格為新店街；新竹州新竹郡的新埔庄、關西庄升格為新埔街、關西街；新竹州中壢郡的楊梅庄升格為楊梅街；新竹州苗栗郡的苑裡庄升格為苑裡街；臺中州彰化郡的和美庄升格為和美街；臺南州新營郡的白河庄升格為白河街；臺南州嘉義郡的大林庄升格為大林街；臺南州虎尾郡的土庫庄升格為土庫街；高雄州旗山郡的美濃庄升格為美濃街[3]。
- 10月19日——臺灣總督府發表「決戰態勢強化方策要綱」，將決戰下之臺灣施策置於：一、決戰意識之提高；二、軍需生產之加強；三、確保食增產及其供給；四、國民動員之澈底；五、防衛態勢之整備[1]:1347。

### 11月
- 11月25日——中美聯合空軍大隊轟炸機20架攻擊新竹，機場破壞甚巨[1]:1347。
- 11月27日——美、英、中3國領袖羅斯福、邱吉爾、蔣中正召開開羅會議，會後公布「開羅宣言」，宣稱「剝奪日本1914年第一次世界大戰開始後，在太平洋所奪取或占領之一切島嶼。但日本竊取自中國之領土，例如東北、臺灣、澎湖群島等應歸還中華民國」[1]:1347。

### 12月
- 12月2日——臺灣總督府設地下資源開發本部[1]:1347。

## 出生
参见： 1943年出生
- 1月3日——林明成：銀行家，曾任華南金控董事長。
- 1月12日——曾勇夫：政治人物、檢察官，曾任中華民國法務部部長、最高法院檢察署代理檢察總長、最高法院檢察署主任檢察官。
- 1月15日——吳英毅：政治人物，曾任立法委員、僑務委員會委員長。
- 1月27日——鍾榮吉：政治人物，曾任監察委員、立法委員、立法院副院長。
- 2月8日——高幸枝：演員、製作人。
- 2月12日——涂敏恆：作曲家。
- 2月25日——賴德和：作曲家。
- 2月28日——劉錦池：籃球教練。
- 3月21日——李季準：配音員、廣播主持人。
- 4月22日——謝三升：政治人物，曾任台灣省議員。
- 5月14日——林吉男：主教。
- 5月27日——蘇文雄：政治人物，曾任台灣省議員、雲林縣縣長。
- 6月8日——秦賢次：文學家。
- 6月18日——林蒼生：企業家，曾任統一企業總裁。
- 6月22日——葉金鳳：政治人物、法官，曾任中華民國內政部部長、中華民國法務部部長、台灣台中地方法院法官、最高法院法官。
- 6月29日——呂福原：植物學家。
- 7月2日——羅福助：政治人物，是羅明才之父，曾任立法委員。
- 7月6日——陳定信：醫學家，是發現B型肝炎病毒可藉母子垂直傳染的人。
- 7月7日——廖武治：畫家、政治人物、古蹟藝術學家，現任財團法人台北保安宮董事長、中華民國總統府國策顧問，曾任行政院政務顧問、台北市古蹟暨歷史建築審查委員會委員、國立台灣藝術大學古蹟藝術維護系副教授。
- 7月11日——洪玉欽：政治人物，曾任立法委員。
- 8月2日——江昭儀：會計師、政治人物，曾任立法委員、行政院財經顧問、台美會計師協會首任會長。
- 8月7日——柳青：演員。
- 8月21日——蘇素霞：演員。因與綠島政治犯、獄方人員有三角戀情，後來被寫入小說，並改編成電視劇《台灣百合》。
- 8月23日——陳良博：生物學家。
- 9月1日——趙寧：作家、記者、漫畫家、主持人，是趙怡之兄，曾任紐約州立大學普雷兹堡校區副教授、董氏基金會顧問、佛光人文社會學院校長、德霖技術學院校長。
- 9月23日——鄭豐喜：作家、教師，是自傳《汪洋中的破船》作者。1975年離世後，其自傳被拍成電影《汪洋中的一條船 (電影)|汪洋中的一條船》。
- 9月26日——陳幸進：政治人物，曾任新北市議會議長、新北市議員、三重市（今三重區）市民代表。
- 9月26日——陳文輝：政治人物，曾任立法委員。
- 9月29日——陳定南：業務經理、政治人物，曾任立法委員、法務部部長、宜蘭縣縣長、鞋業貿易公司總經理。
- 9月30日——許勝雄：企業家、政治人物，現任金寶電子董事長，曾任中華民國總統府資政、海峽交流基金會董事長。
- 10月17日——黃永松：出版家，是漢聲雜誌社創辦人之一。
- 10月19日——謝霜天：作家、教師。
- 11月17日——張照堂：攝影師。
- 11月20日——洪山川：主教。
- 12月2日——王滿嬌：演員。
- 12月8日——顏晃徹：物理學家，是顏滄波之子。
- 12月8日——林國龍：教師、政治人物，曾任立法委員、屏東縣議員、林邊鄉鄉長。
- 12月23日——吳容明：政治人物，曾任銓敘部部長、考試院副院長、台灣省副省長。

## 逝世
- 1月31日——賴和，醫師、作家，有「台灣現代文學之父」、「台灣的魯迅」之稱。（1894年出生）